# Cardeal (Rendo)
Cardeal é uma povoação anexa da freguesia de Rendo, concelho do Sabugal, distrito da Guarda.

É banhada por uma ribeira onde existem  algumas espécies de serpentes. É uma aldeia de pequenas dimensões e bastante antiga onde existe um reduto. Relativamente à gastronomia local, encontram-se enchidos, queijos e também o caldo das azedas. As festas do Cardeal decorrem no 2.º Domingo de Agosto e são em honra de Santa Bárbara e 4 de Dezembro a repetição da mesma.